# Circumscripcions electorals de Luxemburg

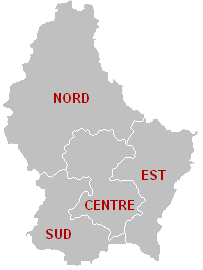
Les quatre circumscripcions de Luxemburg

Una circumscripció legislativa és una circumscripció electoral multi-membre que elegeix representants (diputats) per al poder legislatiu unicameral nacional luxemburguès, la Cambra de Diputats.
La llei electoral a Luxemburg ve dictada pels articles 51, 52, i 53 de la constitució. El nombre de diputats són seixanta, i les fronteres del circumscripcions estan basadesen fronteres administratives, cantonals. Com a resultat, el circumscripcions haver-hi molt diferint poblacions, així que cadascú elegeix un nombre diferent d'ajudants, dependent a la participació de la població nacional.
El sufragi és universal i obligatori entre els ciutadans residents adults no desqualificat d'una altra manera. El sistema electoral de Luxemburg és una forma del sistema Hagenbach-Bischoff (una variant de la regla D'Hondt), el qual destina escons a llistes de partit per la proporció dels vots que va guanyar en cada circumscripció. En el sistema luxemburguès, cada ciutadà pot votar per tants candidats com hi ha diputats electes d'aquesta circumscripció. Com a resultat, el vot popular nacional no té cap importància, mentre reflecteix només el nombre dels vots emesos, i no el nombre de votants o el nombre de diputats que es van escollir.

## Circumscripcions
1. Centre: inclou els cantons de Luxemburg i Mersch, ambdós del cantó Luxemburg. El 2005, el centre tenia una població estimada de 151.166 habitants que trien 21 diputats.
2. Est: és confrontant amb el districte de Grevenmacher, i inclou els cantons d'Echternach, Grevenmacher i Remich. El 2005, el centre tenia una població estimada de 53.842 habitants que trien 7 diputats.
3. Nord: és confrontant amb el districte de Diekirch, i inclou els cantons de Clervaux, Diekirch, Redange, Vianden, i Wiltz. El 2005, el centre tenia una població estimada de 70.826 habitants que trien 9 diputats.
4. Sud: inclou els cantons de Capellen i Esch-sur-Alzette, ambdós del cantó Luxemburg. El 2005, el centre tenia una població estimada de 184.256 habitants que trien 23 diputats.